# Carn-i-xulla

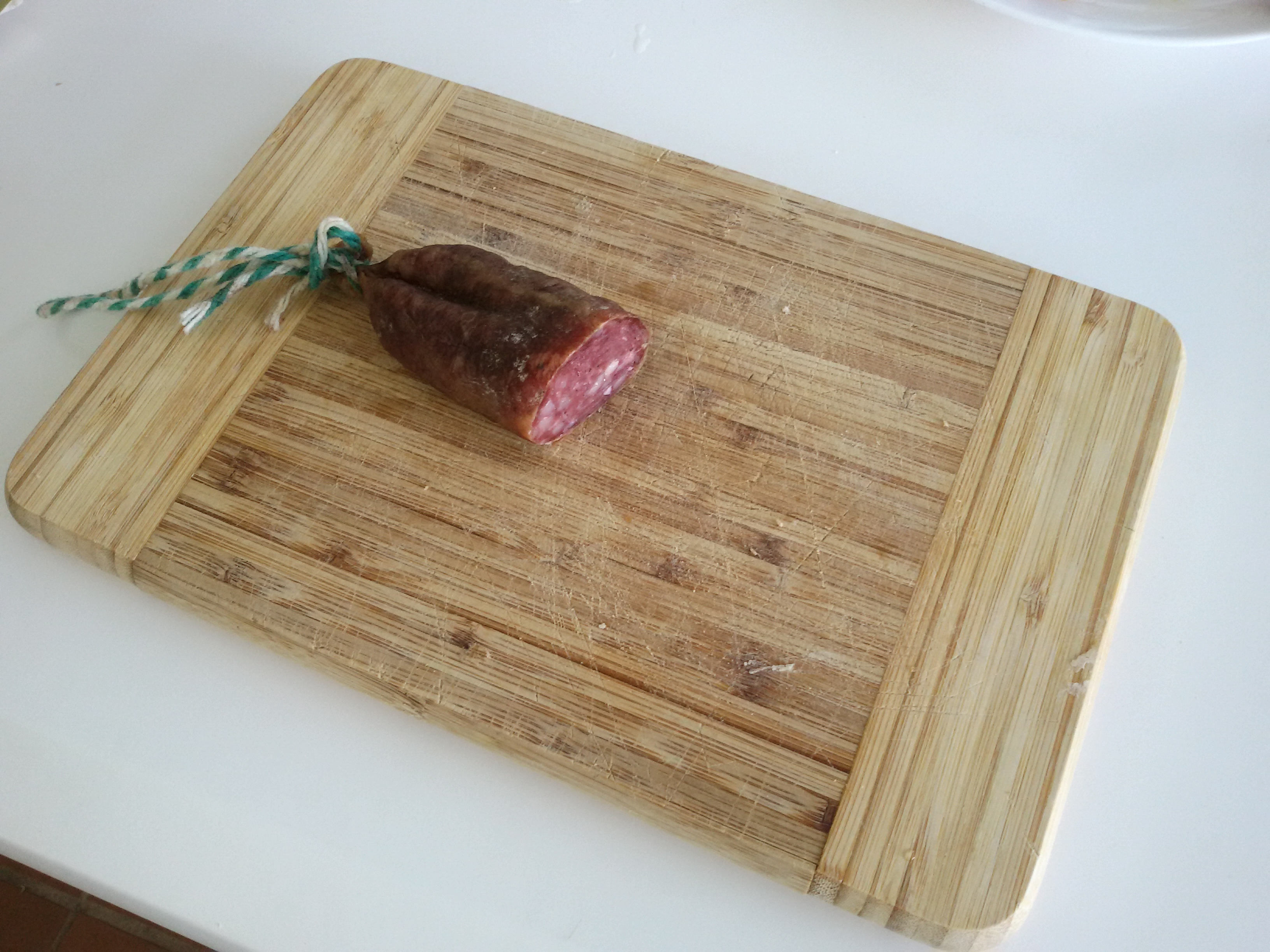
Carn-i-xulla.

La carn-i-xulla (carnixua, pronunciat en menorquí) és un embotit específic de Menorca cru elaborat amb carn magra i xulla de porc picades, trempades i amanides amb sal, pebre blanc, pebre negre i altres espècies; que s'emboteix al budell arrissat, semiarrissat o culà del mateix porc. Es menja cru després d'un procés d'envelliment d'uns dos mesos. Al contrari que la sobrassada, no es produeix fermentació. D'aspecte és semblant al fuet català però més gruixut.